# Merima Denboba
Merima Denboba (* 21. August 1974 in Arsi) ist eine ehemalige äthiopische Langstreckenläuferin.

## Erfolge
Denboba machte sich international vor allem als äußerst beständige Crossläuferin einen Namen. Zwischen 1991 und 2003 nahm sie an insgesamt zwölf Crosslauf-Weltmeisterschaften teil und verpasste in diesem Zeitraum nur die Austragung 1996. Mit insgesamt 15 Medaillen zählt sie zu den erfolgreichsten Athletinnen bei diesen Titelkämpfen. Davon errang sie zwei in der Einzelwertung auf der Langstrecke, nämlich 1999 eine Silbermedaille und 2003 eine Bronzemedaille. Die restlichen gewann sie als Teil der äthiopischen Mannschaft in der Nationenwertung, darunter sechs goldene. Außerdem siegte sie bei zahlreichen internationalen Crossläufen wie dem Crosse Internacional de Oeiras oder dem Cross Internacional de Itálica.
Ihre besten Resultate auf der Bahn erzielte Denboba bei Leichtathletik-Afrikameisterschaften. 1993 in Durban wurde sie Zweite im 3000-Meter-Lauf. 1998 in Dakar und 2000 in Algier belegte sie im 5000-Meter-Lauf jeweils den dritten Platz. Auf globaler Ebene reichte sie nicht ganz an diese Erfolge heran. Die Fünfte im 10.000-Meter-Lauf der Leichtathletik-Juniorenweltmeisterschaften 1992 in Seoul konnte sich bei den Olympischen Spielen 1996 in Atlanta nicht für das Finale des 5000-Meter-Laufs qualifizieren. Bei den Leichtathletik-Weltmeisterschaften 1997 in Athen wurde sie über 5000 Meter Zehnte, bei den Leichtathletik-Weltmeisterschaften 2001 in Edmonton belegte sie den 13. Platz.
Zahlreiche Siege gelangen Denboba bei Straßenläufen. So gewann sie 1994 und 2002 den Giro Media Blenio, 1998 und 2000 das BOclassic, 1999 die Course de l’Escalade, 2003 den Giro di Castelbuono sowie 2005 den Lille-Halbmarathon. 2007 siegte sie in 2:32:54 h bei der Premiere des Lahore-Marathons und belegte drei Monate später beim Hamburg-Marathon in exakt derselben Zeit den siebten Platz. Ihr wohl bedeutendstes Ergebnis auf der Marathondistanz erzielte sie allerdings 2008 mit dem dritten Platz beim Mailand-Marathon in persönlicher Bestzeit von 2:29:57 h.
Sie wurde von dem italienischen Manager Gianni Demadonna betreut.

## Bestleistungen
- 1500 m: 4:14,60 min, 25. Juni 1994, Bellinzona
- 2000 m: 5:53,04 min, 12. Juni 2003, Ostrava
- 3000 m: 8:44,21 min, 13. Mai 1999, Doha
- 5000 m: 15:06,08 min, 4. Juni 2001, Hengelo
- 10.000 m: 31:32,63 min, 13. Juni 1999, Villeneuve-d’Ascq
- 10 km Straßenlauf: 31:48 min, 31. März 2002, La Courneuve
- Halbmarathon: 1:11:37 h, 3. September 2005, Lille
- Marathon: 2:29:57 h, 23. November 2008, Mailand